# Thalera chlorosaria
Thalera chlorosaria är en fjärilsart som beskrevs av Ludwig Carl Friedrich Graeser 1890. Thalera chlorosaria ingår i släktet Thalera och familjen mätare. Inga underarter finns listade i Catalogue of Life.